# Campeonato Mundial de Atletismo Sub-20 de 2022 - Revezamento 4x400 m misto
A prova do revezamento 4 x 100 metros misto do Campeonato Mundial de Atletismo Sub-20 de 2022 ocorreu  nos dias 1 e 2 de agosto de 2022 no Estádio Olímpico Pascual Guerrero, em Cali, na Colômbia.

## Recordes
Antes desta competição, os recordes mundiais e do campeonato nesta prova eram os seguintes:
|       | Nacionalidade | Tempo   | Local   | Data                 |
| ----- | ------------- | ------- | ------- | -------------------- |
| CR    | Nigéria       | 3:19.70 | Nairóbi | 18 de agosto de 2021 |
| WU20L | Eslovênia     | 3:25.69 | Trieste | 24 de julho de 2022  |

Os seguintes recordes mundiais ou do campeonato foram estabelecidos durante esta competição: 
| Data        | Evento  | Nacionalidade  | Tempo   | Notas                 |
| ----------- | ------- | -------------- | ------- | --------------------- |
| 1 de agosto | Bateria | Estados Unidos | 3:18.65 | Recorde do campeonato |
| 2 de agosto | Final   | Estados Unidos | 3:17.69 | Recorde do campeonato |

## Medalhistas
| Ouro                                                                                                | Prata                                                          | Bronze                                                                       |
| Estados Unidos · Charlie Bartholomew · Madison Whyte · Will Sumner · Kennedy Wade · Kaylyn Brown[a] | Índia · Barath Sridhar · Priya Mohan · Kapil · Rupal Chaudhary | Jamaica · Jasauna Dennis · Abigail Campbell · Malachi Johnson · Alliah Baker |

a  Atletas que participaram apenas nas eliminatórias e receberam medalhas.

## Cronograma
Todos os horários são locais (UTC-5).
| Data        | Hora  | Evento  |
| ----------- | ----- | ------- |
| 1 de agosto | 13:20 | Bateria |
| 2 de agosto | 13:50 | Final   |

## Resultados

### Bateria
Qualificação: Os 2 primeiros de cada bateria (Q) e os 2 tempos mais rápidos (q).
| Posição | Bateria | Nacionalidade  | Atletas                                                                            | Tempo   | Notas                |
| ------- | ------- | -------------- | ---------------------------------------------------------------------------------- | ------- | -------------------- |
| 1       | 2       | Estados Unidos | Charlie Bartholomew, Madison Whyte, Will Sumner, Kaylyn Brown                      | 3:18.65 | Q,                   |
| 2       | 3       | Índia          | Barath Sridhar, Priya Mohan, Kapil, Rupal                                          | 3:19.62 | Q,                   |
| 3       | 2       | Jamaica        | Jasauna Dennis, Abigail Campbell, Malachi Johnson, Alliah Baker                    | 3:19.74 | Q,                   |
| 4       | 3       | Alemanha       | Florian Kroll, Lysann Helms, Okai Charles, Tessa Srumf                             | 3:22.41 | Q, NU20R             |
| 5       | 3       | Reino Unido    | Brodie Young, Etty Sisson, Cameron McGregor, Poppy Malik                           | 3:22.77 | q,                   |
| 6       | 3       | Polónia        | Remigiusz Zazula, Kornelia Lesiewicz, Jakub Szczepaniak, Martyna Trocholepsza      | 3:23.71 | q,                   |
| 7       | 2       | Brasil         | Vinicius Moura, Julia Aparecida Rocha, Matheus Lima, Amanda Miranda Da Silva       | 3:24.31 | Recorde da temporada |
| 8       | 2       | México         | Cristian Valdez, Paola Mireles, Geronimo Paez, Shakti Alvarez                      | 3:27.02 | NU20R                |
| 9       | 2       | Austrália      | Gus Simpfendorfer, Annie Pfeiffer, Brodie Hicks, Txai Anglin                       | 3:27.08 | Recorde da temporada |
| 10      | 3       | Roménia        | Denis Gabriel Neacsu, Ștefania Zediu, Sorin Alexandru Voinea, Ioana-Rebecca Andrei | 3:27.18 | Recorde pessoal      |
| 11      | 3       | África do Sul  | Divan Vlok, Colleen Scheepers, Mthi Mthimkhulu, Simone De Wet                      | 3:27.48 | Recorde da temporada |
| 12      | 1       | Botswana       | Unametsi Nyathi, Obakeng Kamberuka, Gaolebale Prince Soulo, Naledi Monthe          | 3:29.28 | Q,                   |
| 13      | 1       | Chéquia        | Milan Ščibráni, Veronika Šímová, Ondřej Veselý, Anna Cagašová                      | 3:29.45 | Q,                   |
| 14      | 1       | Equador        | Ian Andrey Pata, Xiomara Ibarra, Freddy Vásquez, Evelin Mercado                    | 3:29.65 | NU20R                |
| 15      | 2       | Bahrein        | Ommar Ebrahim, Zenab Mahamat, Abdallah Djimet, Awtif Imoleayo Ahmed                | DSQ     | TR24.19              |
| 15      | 1       | Itália         | Tommaso Boninti, Zoe Tessarolo, Marco Zunino, Ngalula Kabangu                      | DSQ     | TR17.4               |
| 17      | 1       | Bahamas        |                                                                                    | DNS     | DNS                  |
| 17      | 2       | Quênia         |                                                                                    | DNS     | DNS                  |
| 17      | 1       | Nigéria        |                                                                                    | DNS     | DNS                  |

### Final
A prova final foi realizada no dia 2 de agosto às 13:50. 
| Posição           | Nacionalidade  | Atletas                                                                        | Tempo   | Notas                 |
| ----------------- | -------------- | ------------------------------------------------------------------------------ | ------- | --------------------- |
| Medalha de ouro   | Estados Unidos | Charlie Bartholomew, Madison Whyte, Will Sumner, Kennedy Wade                  | 3:17.69 | Recorde do campeonato |
| Medalha de prata  | Índia          | Barath Sridhar, Priya Mohan, Kapil, Rupal Chaudhary                            | 3:17.76 | Recorde asiático      |
| Medalha de bronze | Jamaica        | Jasauna Dennis, Abigail Campbell, Malachi Johnson, Alliah Baker                | 3:19.98 |                       |
| 4                 | Reino Unido    | Brodie Young, Poppy Malik, Samuel Reardon, Etty Sisson                         | 3:21.03 | Recorde pessoal       |
| 5                 | Polónia        | Remigiusz Zazula, Aleksandra Wołczak, Jakub Szczepaniak, Martyna Trocholepsza  | 3:22.52 | Recorde da temporada  |
| 6                 | Alemanha       | Florian Kroll, Lena Leege, Lasse Schmitt, Tessa Srumf                          | 3:24.34 |                       |
| 7                 | Botswana       | Thabang Charles Monngathipa, Winnie Sarefo, Unametsi Nyathi, Obakeng Kamberuka | 3:24.76 | Recorde pessoal       |
| 8                 | Chéquia        | Milan Ščibráni, Anna Cagašová, Ondřej Veselý, Veronika Šímová                  | 3:29.18 | Recorde da temporada  |

Legenda
| Recorde mundial       | Recorde mundial (World record)               |                       | Recorde africano                      | Recorde africano (African) |                                           | Q | Classificado por posição (Qualified) |
| Recorde do campeonato | Recorde do campeonato (Championship record)  | Recorde da América    | Recorde da América (Americas)         | q                          | Classificado por melhor tempo (Qualified) |   |                                      |
| Melhor marca do ano   | Melhor marca do ano (World leading)          | Recorde asiático      | Recorde asiático (Asian)              | DNS                        | Não largou (Did not start)                |   |                                      |
| Recorde nacional      | Recorde nacional (National record)           | Recorde europeu       | Recorde europeu (European)            | DNF                        | Não terminou (Did not finish)             |   |                                      |
| Recorde pessoal       | Recorde pessoal do atleta (Personal best)    | Recorde da Oceania    | Recorde da Oceania (Oceania)          | DSQ / DQ                   | Desclassificado (Disqualified)            |   |                                      |
| Recorde da temporada  | Recorde da temporada do atleta (Season best) | Recorde sul-americano | Recorde sul-americano (South America) | NM                         | Sem marca (No mark)                       |   |                                      |